# Saint-Aubin (Fryburg)
Saint-Aubin (frp. Chin t'Obin; hist. Sankt Albin) – gmina (fr. commune; niem. Gemeinde) w Szwajcarii, w kantonie Fryburg, w okręgu Broye.   

## Demografia
W Saint-Aubin mieszka 1 886 osób. W 2020 roku 21,2% populacji gminy stanowiły osoby urodzone poza Szwajcarią.

## Transport
Przez teren gminy przebiega droga główna nr 152.